# サンフランシスコ・トランスベイ・ターミナル

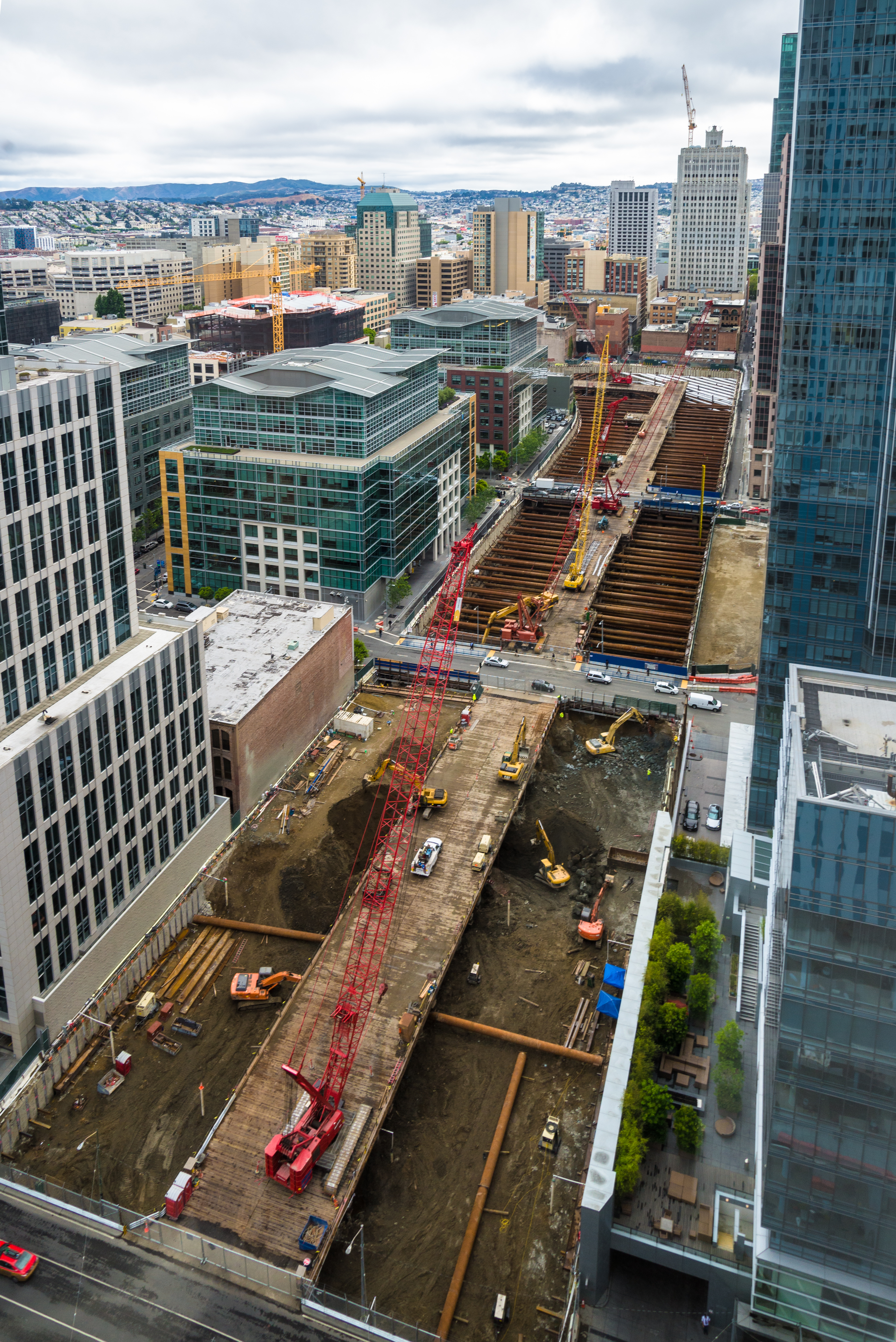
上空から見た建設現場、2013年

サンフランシスコ・トランスベイ・ターミナル（英語: San Francisco Transbay Terminal）またはサンフランシスコ・トランスベイ・トランジット・センター（英語: San Francisco Transbay Transit Center）は、サンフランシスコ市ミッション・ストリート付近で建設中の複合商業施設である。サンフランシスコ・オークランド・ベイブリッジやトランスベイ・チューブへのアクセスが良く交通の要衝であるほか、近隣には金融地区など都心に近い場所に位置する。
2010年8月11日に着工した。計画の総工費は45億ドルである。2017年末に開業予定である。
なお、旧トランスベイ・ターミナルについても本稿で詳述する。

## 旧トランスベイ・ターミナル
旧トランスベイ・ターミナルは現在建設中のサンフランシスコ・トランスベイ・ターミナルとほぼ同じ位置に存在した。サンフランシスコ中心部とベイエリア各地を結ぶ通勤バス路線のターミナルであった他、サンフランシスコ市営鉄道のターミナルとして末端にUターンできる形状になっていた。1989年のロマ・プリータ地震により構造上深刻なダメージを受けたため、解体した後に新しく建設することが決定した。
2010年8月7日に旧トランスベイ・ターミナルが閉鎖された。

## 建て替え計画
建て替え計画はサンフランシスコ市、ACトランジット、カルトレインが中心となって進められている。旧トランスベイ・ターミナルのあった同じ場所に新トランスベイ・ターミナルを建設するほか、カルトレインの終着駅であるサンフランシスコ4番＆キングストリート駅からトランスベイ・ターミナルまで地下トンネルを掘り、都心まで乗り換えなしでアクセスできるようにするという計画である。また、将来的にカリフォルニア高速鉄道の乗り入れを行うことも計画に含まれている。
バートも本計画に興味を示しており、特に現在過密状態となっているトランスベイ・チューブのバイパス路線として第二トランスベイ・チューブを建設し、トランスベイ・ターミナルに直結することを検討している。

## 施設
地上4階には21800平方メートルの屋上庭園ができる。
地上3階には路線バスや長距離バス用のバスターミナルが設置され、サンフランシスコ・オークランド・ベイブリッジと直結する。
地上2階には7710平方メートルの商業テナントや管理事務所が入る。
地上1階はミッション・スクエアに面した広場になり、キオスク、券売機、エスカレーター等が設置される。
地下1階は鉄道駅のコンコース階となり、券売機、自転車置場等が設置される。
地下2階にはカルトレインおよびカリフォルニア高速鉄道の駅が設置される。